# ВИЧ/СПИД в Азербайджане

Сравнение ситуации с распространённостью ВИЧ в разных странах мира, 2021 год

Азербайджан классифицируется как страна с низким уровнем распространённости ВИЧ. Официальная статистика за 2022 год заявляет, что в стране насчитывалось 10,1 тысячи инфицированных, однако реальное число может быть до десяти раз больше из-за недостаточного тестирования и стигматизации ключевых групп риска.

## Распространение
Первый случай ВИЧ-инфекции в Азербайджане был зарегистрирован в 1987 году, и в течение следующего десятилетия общее количество ВИЧ-положительных в стране не превышало ста человек. Последовавший резкий рост в 1998—2003 годах до 718 случаев был связан как с расширением охвата тестирований, так и с экономической обстановкой в стране. На 2005 год из-за конфликта в Карабахе, каждый восьмой человек в Азербайджане стал внутренне перемещённым лицом или беженцем. Многие начали работать в качестве  сезонных трудовых мигрантов. Выезжая на заработки в соседние страны с более высоким уровнем ВИЧ-инфекции, среди которых особо выделялась Россия, они подвергались высокому риску. Более 43 % ВИЧ-позитивных азербайджанцев были инфицированы за пределами страны. Более половины женщин, живущих с ВИЧ в Азербайджане, были заражены своими мужьями-мигрантами.
Концентрированная стадия эпидемии в Азербайджане затронула в основном традиционные группы риска. Если в 2005 году в основной массе населения распространённость ВИЧ составляла менее 0,008 %, то среди оценочного числа инъекционных наркоманов — 16,5 %, среди секс-работников — 8,5 %. Предположительно, среди женщин этой сферы, работающих на улице, показать был выше, и достигал 35 %. Не смотря на то, что треть всех людей с ВИЧ были достаточно молоды (33,2 % в возрасте 20-29 лет), большинство носителей являлись отбывшими наказание (72 %).
К 2007 году в Азербайджане было подтверждено наличие ВИЧ у 1,2 тысяч людей. Более 190 человек умерли от СПИДа. Антиретровирусную терапию проходило немногим более 600 человек или почти половина от нуждающихся в ней. В последующие годы тестирование ежегодно выявляло 430—460 новых случаев. В результате, к 2011 году общее число азербайджанцев, зарегистрированных в центрах борьбы со СПИДом, достигло 2750 человек. Из них 82,7 % были мужчинами. Более половины выявленных носителей проживали в Баку, Сумгаите и Ленкоране.
В последующие годы число ВИЧ-инфицированных стабильно росло. В 2011—2017 годах количество новых случаев варьировалось в диапазоне от 494 до 704 человек в год. В среднем за этот период ежегодно регистрировали около 560 новых носителей. Заболеваемость оставалась примерно на том же уровне, составляя 5,0 случаев на 100 тысяч населения в 2007 году и 5,6 случаев в 2013 году.
К 2014 году общее количество ВИЧ-инфицированных достигло 4,2 тысячи человек, что соответствует 0,04 % населения (44,3 случая на каждые 100 тысяч жителей). Наиболее поражёнными регионами являлись Баку (24,8 % случаев), Сумгаит (10,4 %), Ширван (10,4 %), а также Ленкоранский район (7,8 %). По-прежнему основным путём распространения вируса оставалось инъекционное употребление наркотиков. На него приходилось около 47-48 % всех случаев. Однако, доля азербайджанцев, заразившихся за рубежом, упала до 20 %, что свидетельствовало о росте внутренней эпидемии. С 2015 года не было зафиксировано ни одного случая передачи ВИЧ от матери к ребёнку.
В 2017 году уровень распространённости ВИЧ среди мужчин, имеющих сексуальные отношения с мужчинами (МСМ), достиг 3 %. Это в три раза превышало показатель 2007 года. Поскольку Всемирная организация здравоохранения предполагает, что оценка числа МСМ в стране занижена, реальное число инфицированных в этой группе могло быть значительно больше официального. По опросам самих МСМ, заболеваемость могла составлять 12 %. Азербайджан является самой нетерпимой страной к секс-меньшинствам в Европе, и активисты подчёркивали нехватку профилактических мер в этой группе.
В 2022 году официальное число ВИЧ-инфицированных в стране превысило 10 тысяч человек. По мнению ряда местных и международных экспертов, реальное число людей с ВИЧ могло в 10 раз превышать заявленное. Власти, наоборот, считали, что большинство инфицированных знают свой статус (74 % инфицированных). Ежегодное количество новых случаев к этому периоду достигло 715. Директор Республиканского центра борьбы со СПИД заявлял, что «ситуация в стране находится под контролем, эпидемических вспышек нет».
За 11 месяцев 2023 года количество заразившихся ВИЧ-инфекцией составило 792 человека.

## Терапия и проблемы
Действует Республиканский центр борьбы со СПИДом.
С 1996 года правительство Азербайджана реализует Национальную стратегическую программу по профилактике ВИЧ/СПИД, в которой борьба с ВИЧ занимает первое место среди государственных приоритетов. Однако на деле носители и активисты отмечают недостаток финансирования. Они сообщали о проблемах с получением пособий и справок об инвалидности. Центры по борьбе со СПИДом функционируют только в крупных городах, что затрудняет их своевременное посещение для носителей из отдалённых поселений.
В Азербайджане ВИЧ и СПИД часто связывают с «аморальным» поведением, что ведёт к тому, что многие люди не осознают угрозу заражения и не проходят тестирование. Например, в 2021 году медицинский осмотр 104 тысяч азербайджанцев, планирующих создать семью, выявил 200 носителей ВИЧ. Это соответствует распространённости вируса в 0,19 %. Большинство носителей скрывает свой статус.